# 槟城缅寺
槟城缅寺是位于马来西亚槟城州乔治市的一座南传佛教寺庙。它位于浮罗池滑的缅甸巷，与槟城卧佛寺相对，是该邦唯一的缅甸寺庙，也是该市一年一度的泼水节、泼水节、中秋节以及佛教大斋节的焦点。

## 建筑景观

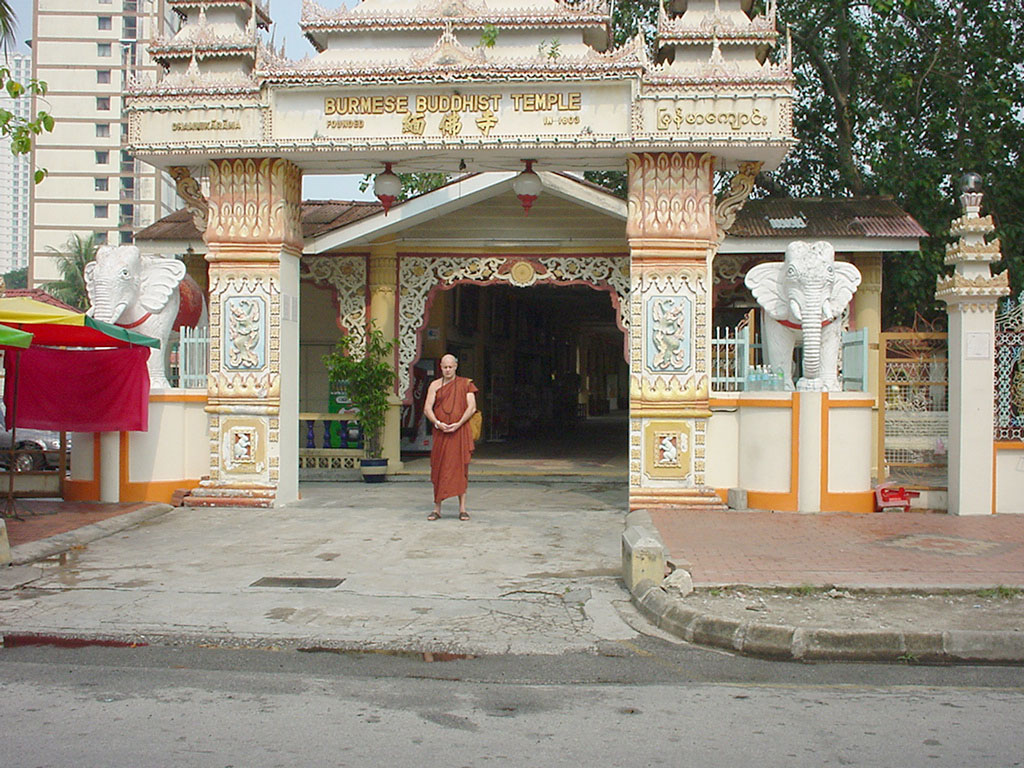
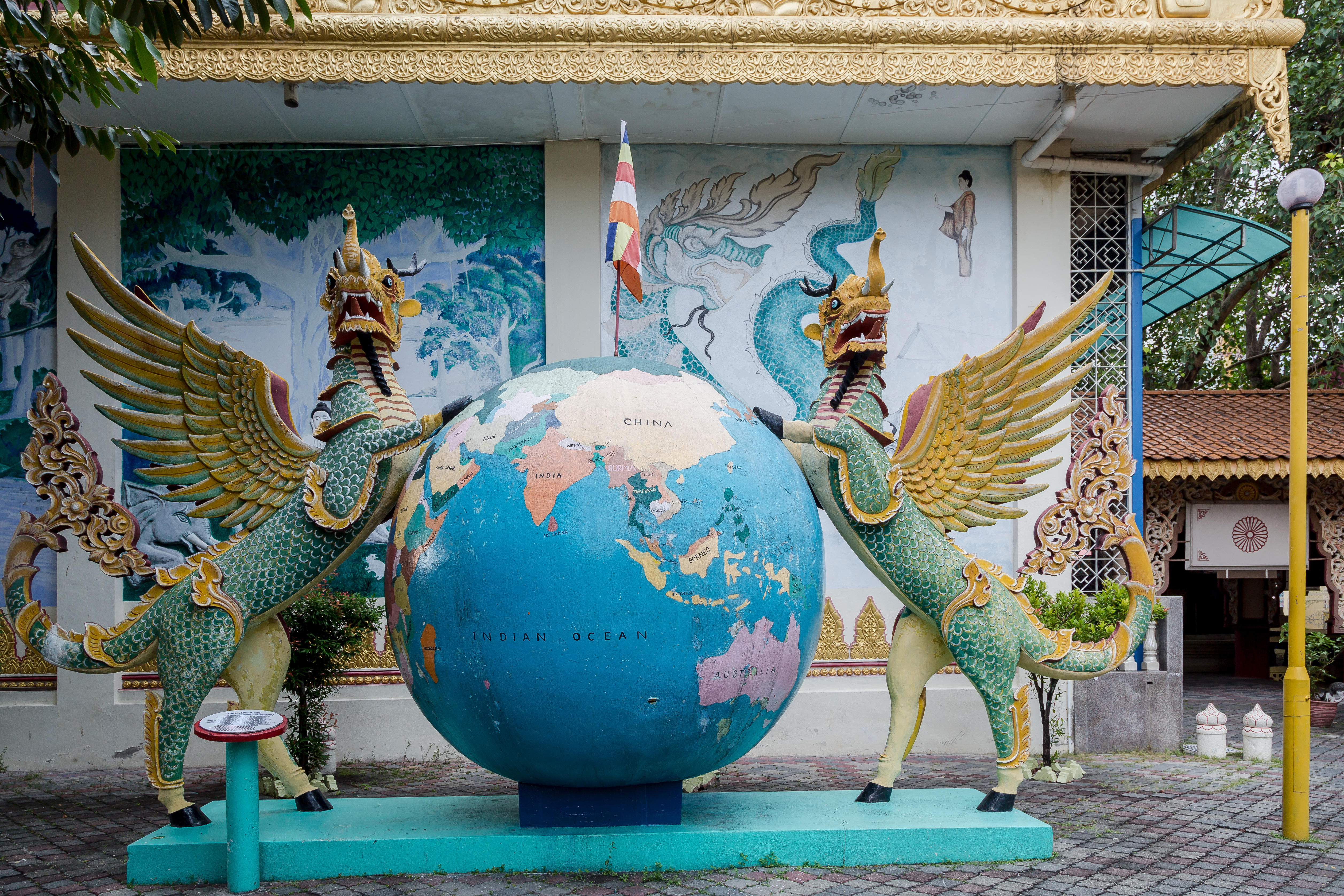
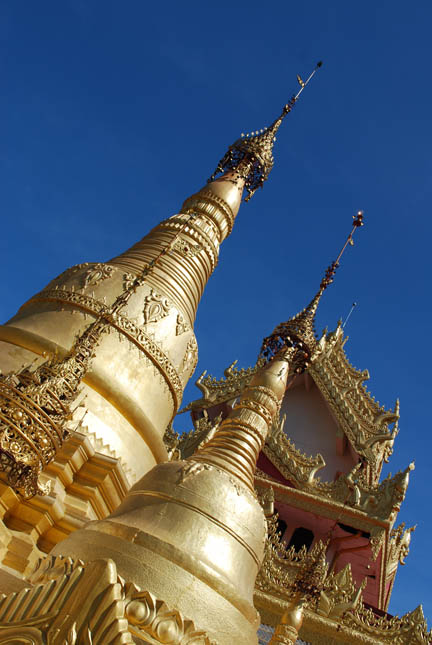
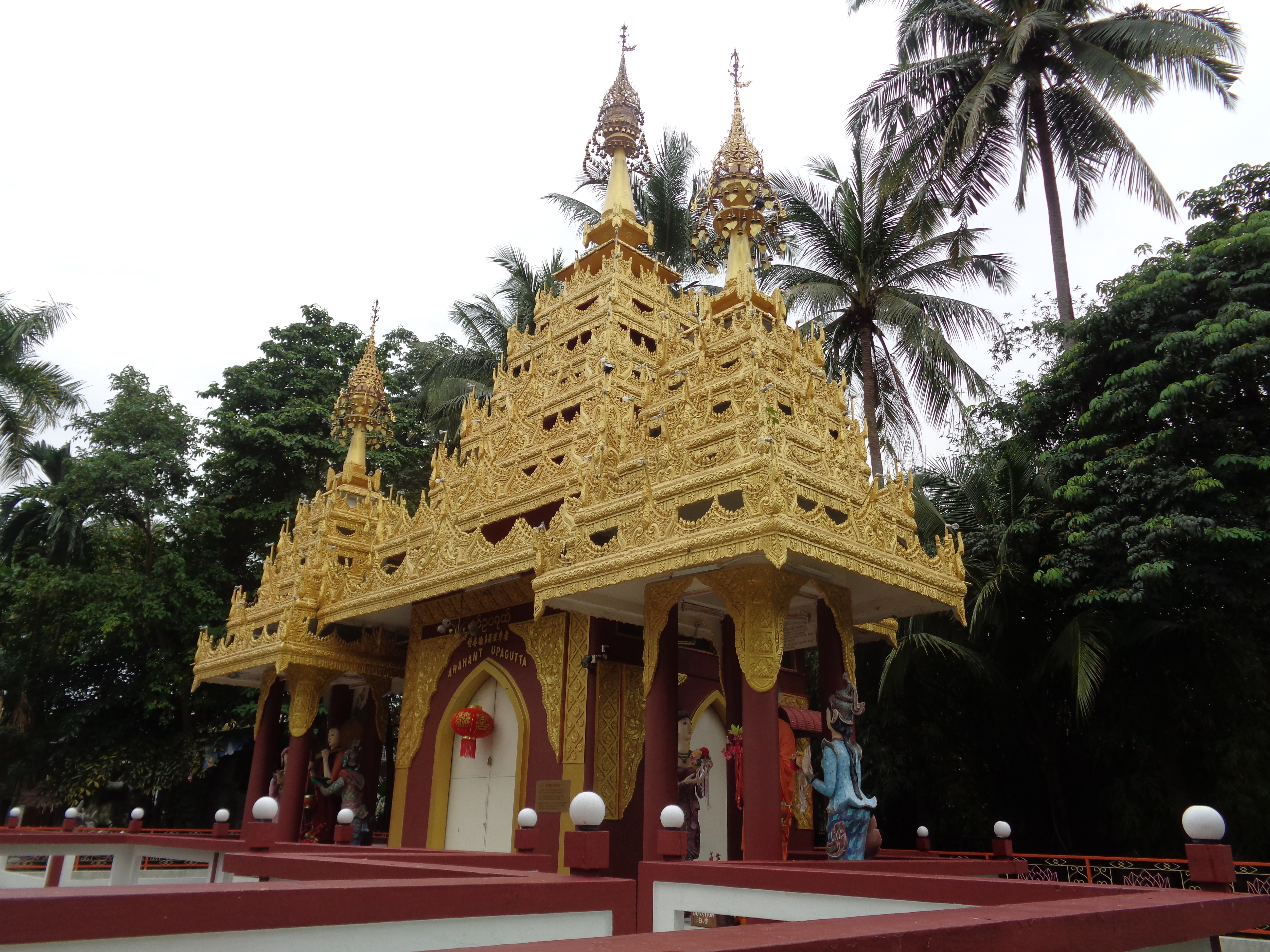
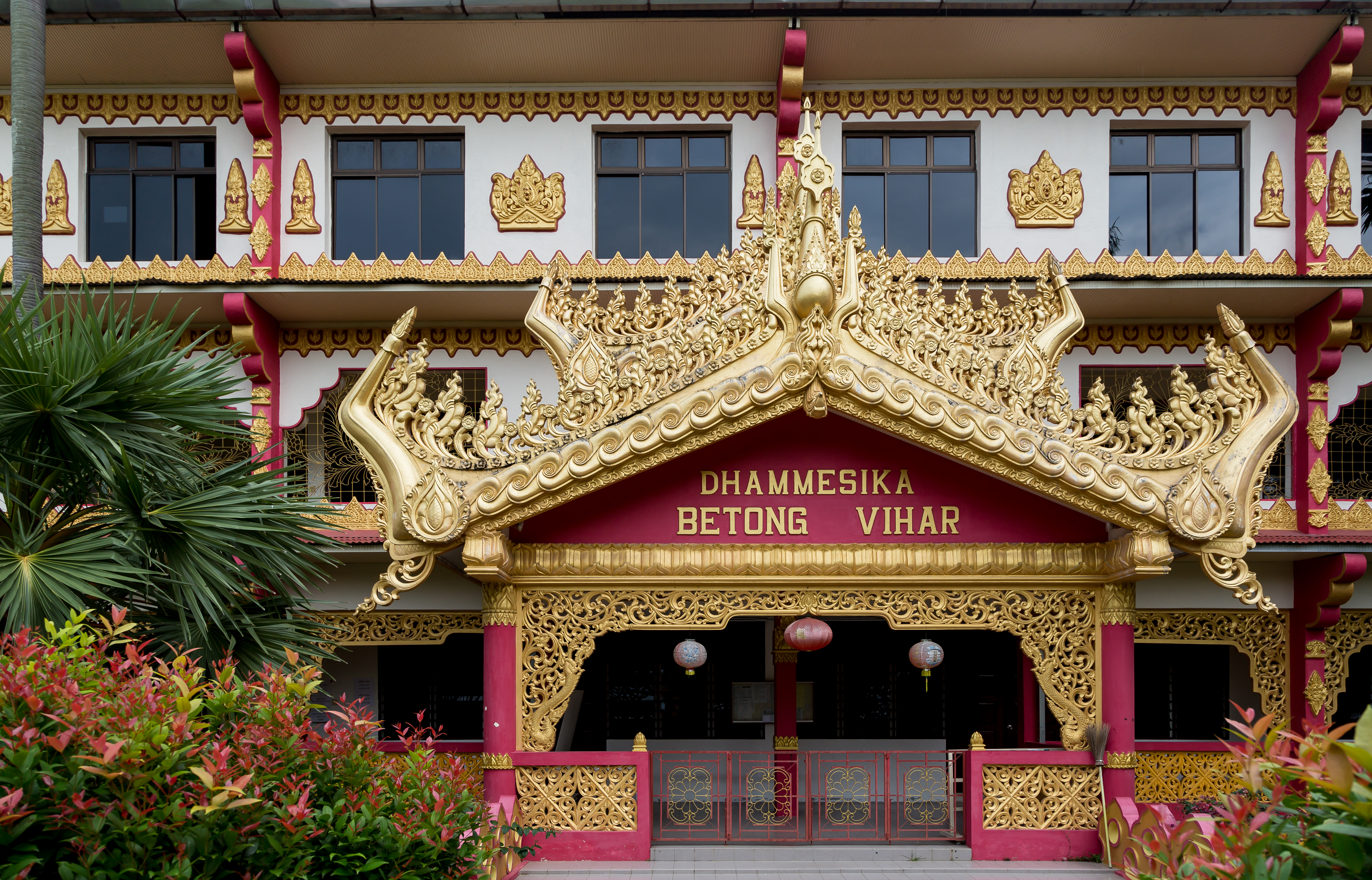
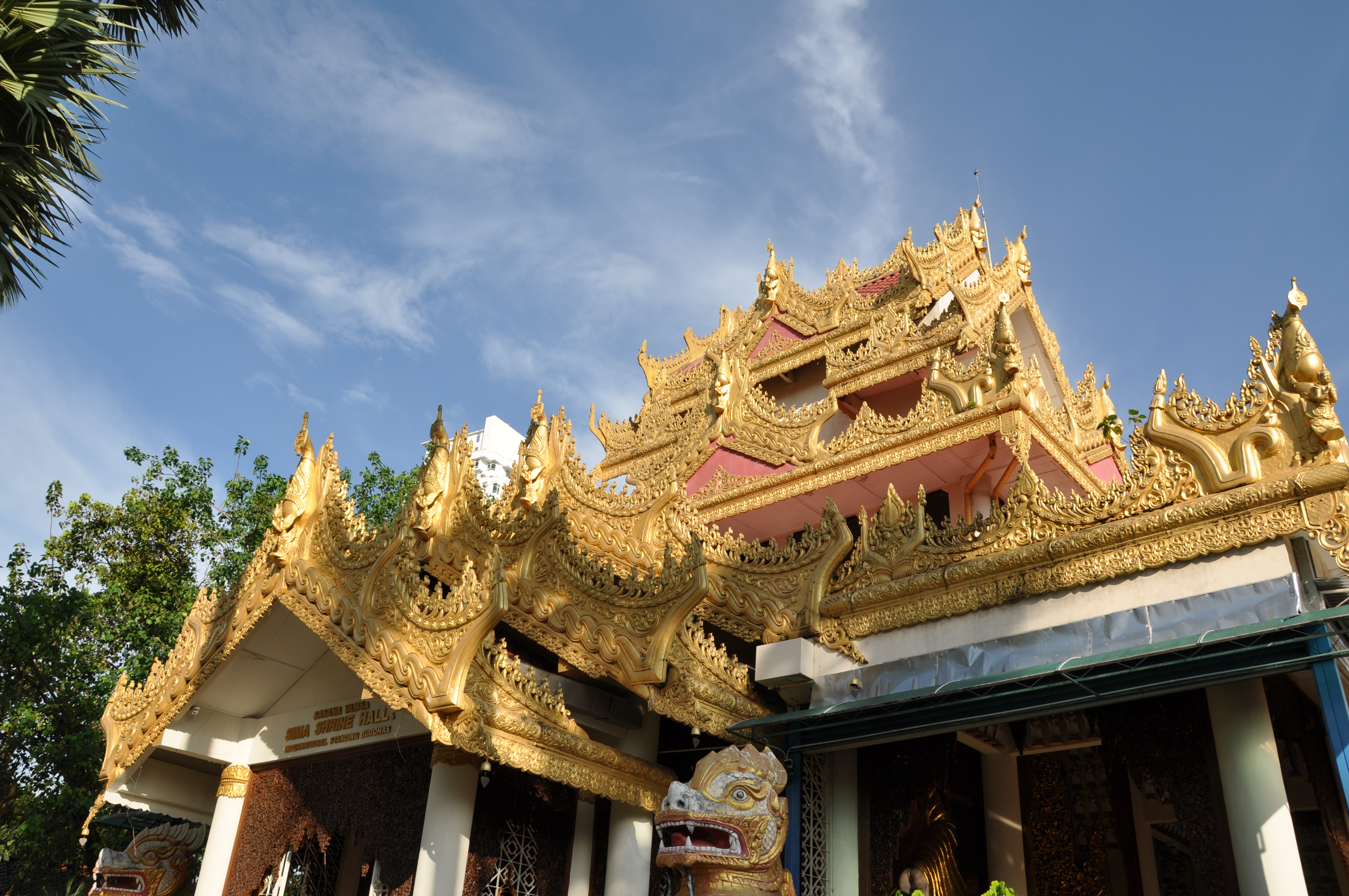
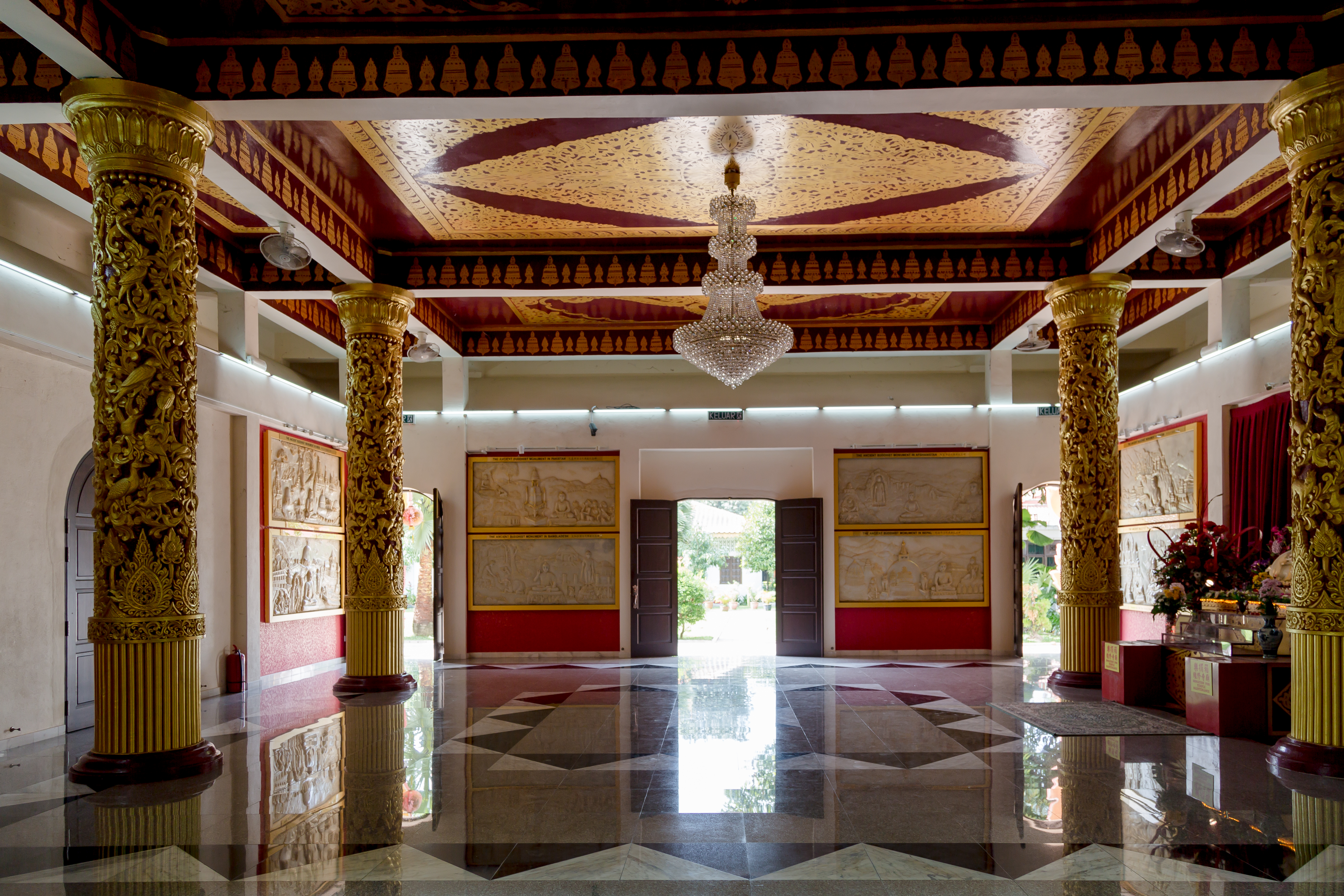